# Região Sul

Região Sul in Brasilien

1 – Paraná
2 – Santa Catarina
3 – Rio Grande do Sul

Die Região Sul (portugiesisch für Südliche Region) ist eine von fünf statistischen Großregionen Brasiliens. Sie umfasst die drei Bundesstaaten Paraná, Santa Catarina und Rio Grande do Sul. Die Região Sul macht mit 576.779 km² nur 6,77 % der Fläche Brasiliens aus; sie ist damit die kleinste der fünf Regionen. Die Bevölkerung wurde 2014 auf 29.016.114 geschätzt.

## Bundesstaaten in der Região Sul
| Bundesstaat       | Hauptstadt    | Einwohner  | Fläche        | Gemeinden |
| ----------------- | ------------- | ---------- | ------------- | --------- |
| Paraná            | Curitiba      | 10.439.601 | 199.314,9 km² | 399       |
| Santa Catarina    | Florianópolis | 6.248.436  | 95.734 km²    | 295       |
| Rio Grande do Sul | Porto Alegre  | 10.695.532 | 281.730 km²   | 496       |

Die drei Bundesstaaten der Região Sul wurden stark durch deutsche Einwanderer geprägt (siehe auch Deutschbrasilianer).